# Дориев, Люпчо
Люпчо Дориев (макед. Љупчо Дориев; род. 13 сентября 1995, Струмица) — македонский футболист, нападающий клуба «Согдиана» и сборной Северной Македонии.

## Клубная карьера
Начал футбольную карьеру в клубе «Горизонт» из Турново. Дебют в чемпионате Македонии для Дориева состоялся 4 апреля 2015 года в матче против «Пелистера» (1:0). После окончания сезона 2014/15 присоединился к «Академии Пандева» с которой прошёл путь из третьего дивизиона в высший. По итогам сезона 2018/19 стал лучшим бомбардиром команды в лиге, забив 16 голов, а также завоевал Кубок Македонии, отметившись голов в финальной игре. В июле 2019 года дебютировал в еврокубках, сыграв в двухматчевом противостоянии квалификации Лиги Европы против боснийского «Зриньски» (0:6).
Летом 2020 года перешёл в «Шкендию», вместе с которой стал чемпионом страны сезона 2020/2021. В следующих двух сезонах «Шкендия» останавливалась на третьем месте в чемпионате. В составе команды Дориев также провёл 13 матчей в еврокубках.
В июле 2023 года стал игроком узбекской «Согдианы». Впервые в чемпионате Узбекистана сыграл 30 июля 2023 года в матче против «Бунёдкора» (2:0). По состоянию на июнь 2024 года является лучшим бомбардиром Суперлиги с 8 забитыми голами.

## Карьера в сборной
В составе национальной сборной Македонии дебютировал 9 октября 2017 года в матче квалификации на чемпионат мира против Лихтенштейна. По состоянию на июль 2024 года провёл за сборную Северной Македонии 8 официальных матчей.

## Достижения
- Чемпион Македонии: 2020/21
- Обладатель Кубка Македонии: 2018/19